# Ducas (historiador)
Ducas (ca. 1400 – após 1462) foi um historiador bizantino que escreveu sob Constantino XI Paleólogo, o último imperador bizantino. Sua obra é uma das mais importantes fontes das últimas décadas do Império Bizantino até a eventual queda de Constantinopla frente aos turcos otomanos.

## Biografia
Ele era o neto de Miguel Ducas, que teve um importante papel nas guerras civis bizantinas do meio do século XIV. A data de seu nascimento e o seu primeiro nome são desconhecidos. Ele é mencionado pela primeira vez em 1421 vivendo em Phocaea Nova (atual Yenifoça, na Turquia) e servindo ao secretário do governador genovês. Após a queda de Constantinopla, ele buscou refúgio em Lesbos, onde ele passou para o serviço da família regente, os Gattilusi. Eles o empregaram em diversas missões diplomáticas junto ao Império Otomano. Ele conseguiu obter dos turcos uma semi-independência para Lesbos até 1462, quando ela foi tomada e anexada ao império turco pelo sultão Maomé II, o Conquistador. Sabe-se que Ducas sobreviveu a este evento, mas não há mais registros sobre a sua vida.

## Obras
Ele foi o autor de uma história do período de 1341–1462, continuando as de Nicéforo Gregoras e João VI Cantacuzeno, e suplementando as de Jorge Frantzes e Laônico Calcondilas. A obra tem um capítulo preliminar com a cronologia a partir de Adão e Eva até João V Paleólogo. Mesmo sem um refinamento no estilo, a história de Ducas é ao mesmo tempo sensata e mais ou menos confiável, sendo de qualquer maneira uma valiosa fonte para os anos finais do Império Bizantino. O relato da queda de Constantinopla é de especial importância. Ducas era um forte defensor da reunião das Igrejas Católica e Ortodoxa e se mostra muito amargo contra os que rejeitavam até mesmo a ideia de apelar por ajuda ao ocidente contra os otomanos (veja União de Florença).
A História, preservada (sem o título) em um único manuscrito, em Paris, foi editada pela primeira vez por I. Bullialdus (Bulliaud) (Paris, 1649);edições posteriores estão na Bonn Corpus scriptorum Hist. Byz., por I. Bekker (1834) e na Patrologia Graeca (vol. CLVII), de Migne. A edição de Bonn contém uma tradução italiana do século XV por um autor desconhecido encontrada por Leopold Ranke em uma biblioteca em Veneza e enviada por ele para August Bekker.